# 卒業証書

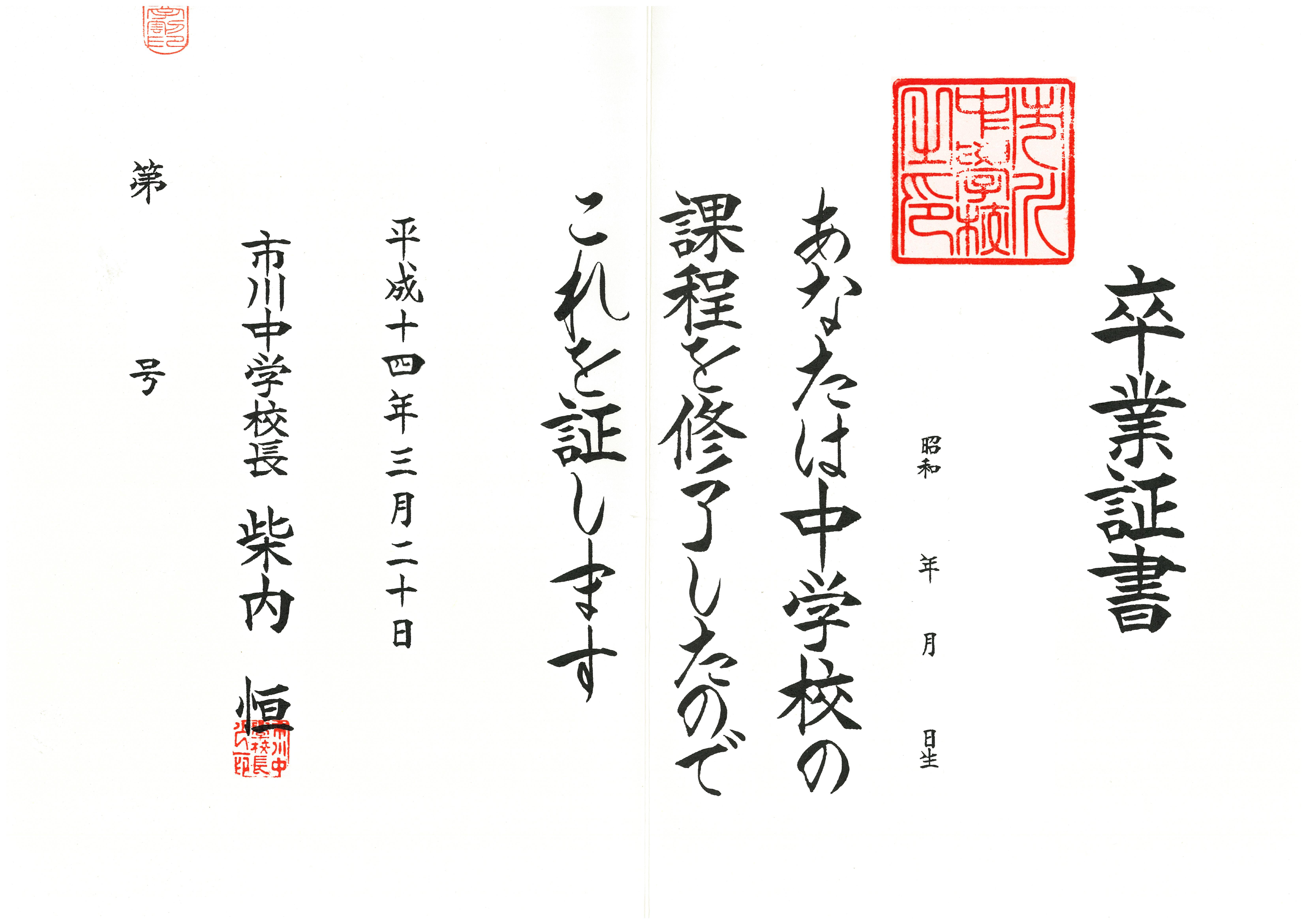
卒業証書の例（千葉県市川市の中学校）実際には氏名、生年月日、証書番号が書かれている。

卒業証書（そつぎょうしょうしょ）とは、その学校の全課程（本科）の修了が認められた児童・生徒・学生などに対して、校長（学長）が授与する証書のことである。類似する文書には修了証書（修了証）がある。

## 概要
大学（短期大学を除く）では、学部（学部以外の教育研究上の基本となる組織を含む）の課程を卒業した場合は卒業証書および学士の学位記が授与される。大学院の各課程を完全に修めることについては「卒業」ではなく「修了」とされているため、卒業証書の授与は行われず、学位記の授与が行われる（なお、「卒業証書」の授与はできないものの、法令上「修了証書」などを授与することは禁止されていない）。短期大学を卒業した場合は、卒業証書および短期大学士の学位記が授与される（なお、高等専門学校においては、準学士が学位でなく称号であるので卒業証書のみが授与される）。
卒業証書については、学校教育法施行規則（昭和22年文部省令第11号）の第58条などに規定があり、「校長は、（各学校種）の全課程を修了したと認めた者には、卒業証書を授与しなければならない。」とされている。卒業証書の様式は、その学校の設置者（地方公共団体、国立大学法人、公立大学法人、学校法人など）が定めている。また、卒業証書や卒業証明書を発行するときに原簿となる卒業証書授与台帳などの保存期間は、「永年」または「長期」（100年間ほどを指すことが多い）とされていることが多い。
卒業証書は卒業式（卒業証書授与式）で授与されるが、授与の方法としては主に以下のいずれかの方法がある。
- 校長から卒業生個々人に手渡す。
- 総代（総代表）やクラス代表に授与し、その後クラスなど（学級、ホームルームなど）で本人に手渡す。

卒業証書は卒業証書用の丸筒・角筒などに入れて丸めた状態で、あるいは証書ホルダーなどに入れて平面の状態で保管される。
近年では地元の和紙を使用する例もある（柳生和紙など）。
なお、卒業証書発行日後も修業年限末日（学籍満了日）まではその学校に在籍している扱いであるので注意。